# Richard Vatz

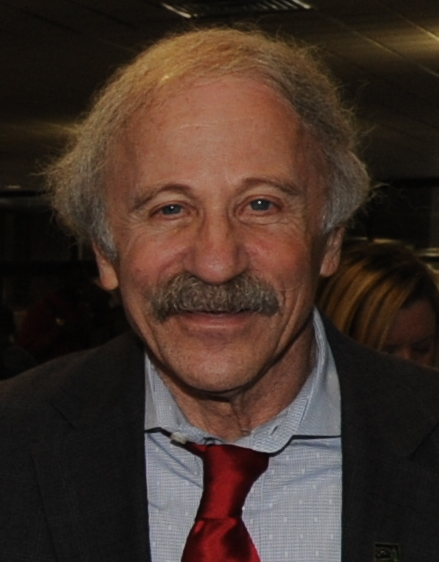
Richard Vatz

Richard E. Vatz, född 21 december 1946, är professor i retorik och kommunikation vid Towson University i USA. Vatz är känd som en retorisk tänkare och teoretiker och har bland annat skrivit en bok om psykologisk retorik, som kom ut år 2011, vid namn ”The only Authentic book of Persuasion”. Vatz har även publicerat många artiklar i tidningar som The Washington Post, The Wall Street Journal och Los Angeles Times.
Vatz har bl.a. fått den prestigefyllda utmärkelsen ”President’s Award for Distinguished Service” år 2004. 
Vatz har även medverkat i många talkshows, såsom Larry King Live, och många radioprogram.

## Bitzer vs Vatz
År 1973, då Vatz endast var 26 år, skrev han en artikel vid namn "The myth of the Rhetorical Situation" som kritiserade Lloyd Bitzers kända artikel ”The Rhetorical Situation” från 1968. Vatz artikel berör problemen kring Bitzers teori om den retoriska situationen och framför dessutom sin egen teori om den retoriska situationen.
Vatz menar att Bitzer ser på den retoriska situationen fel, där Bitzer menar att den retoriska situationen redan har ett värde i retoriken och det är upp till var och en att ta fram dess värdefrågor. Vatz menar att den retoriska situationens värde påverkas genom att vi pratar om den och fram till dess har den inget egenvärde. Vatz menar då att den som yttrat sig i den retoriska situationen har ett etiskt ansvar, därför att det är den som själv valt den retoriska situationens värde. 

### Exempel
I en påhittad händelse med en nyhetsbyrå, där ett vittne har bevittnat ett brott, skulle Bitzer anse att den retoriska situationen är densamme för de som var med om brottet och de som fått höra på brottet via nyheterna. Vatz skulle anse att den retoriska situationen inte är densamme: först så har vittnet valt att ge den retoriska situationen ett värde, sedan kommer nyhetsbyrån och ger ännu ett värde på den retoriska situationen, så att de som blir informerade av nyhetsbyrån inte har samma retoriska värde på situationen, vilket enligt Vatz gör att situationen saknar egenvärde.